# Силверторн (Колорадо)
Силверторн (енгл. Silverthorne) град је у америчкој савезној држави Колорадо.

## Демографија
По попису из 2010. године број становника је 3.887, што је 691 (21,6%) становника више него 2000. године.
| Група             | 2000.         | 2010.         |
| Белци             | 2.293 (71,7%) | 2.618 (67,4%) |
| Афроамериканци    | 32 (1,0%)     | 92 (2,4%)     |
| Азијати           | 24 (0,8%)     | 50 (1,3%)     |
| Хиспаноамериканци | 751 (23,5%)   | 1.071 (27,6%) |
| Укупно            | 3.196         | 3.887         |